# 荘内証券
荘内証券株式会社(しょうないしょうけん)は山形県酒田市に本社を置く地場証券会社である。

## 概要
酒田で両替商を営んでいた和嶋茂兵衛が、1927年に日本勧業銀行発行の勧業債券の販売を手掛けるため設立した和嶋債券部を淵源とする。戦況が激しくなった折には、勧銀の帳簿類が焼失をさけるため、和嶋宅への持ち出しも検討された。
戦時統制によって地元の複数業者がまとまることになり、和嶋債券部が中心となり本間家など酒田の経済人からも出資を得て、1944年12月に荘内証券が発足した。発足時には野村證券の奥村綱雄が役員として名を連らねるなど、野村證券から支援を受けた。
1964年に野村證券を退社した茂兵衛の子の和嶋茂男が社長に就き、1967年の証券取引法の改正によって、大蔵大臣の免許業者となったほか、1985年には東京証券取引所との全店舗オンラインシステムを導入した。
荘内銀行との系列関係はない。

## 事業所
- 本店 - 山形県酒田市二番町1－8
- 鶴岡支店 - 山形県鶴岡市山王町10-41
- 新庄営業所 - 山形県新庄市沖の町7-25
- 山形営業所 - 山形県山形市香澄町3丁目2-1 山交ビル8F
- 本荘営業所 - 秋田県由利本荘市岩渕下13-13-1F
- 横手営業所 - 秋田県横手市四日町5-5

## 不祥事
- 2020年架空の投資話による詐取により元社員が逮捕[7]。